# Tsukim
Tsukim (en hebreo: צוקים‎, lit. 'Acantilados') es un asentamiento comunitario ubicado en el distrito Sur de Israel. Situado en el valle de Aravá, alrededor de 104 km al norte de Eilat, recae bajo la jurisdicción del concejo regional de Aravá Central. En 2023 tenía una población de 366 habitantes.

## Historia
Tsukim fue fundado en 2001 en un terreno que quedó baldío luego del traslado del campamento militar de Bildad, que se estableció en 1983 y llevaba el nombre de Bildad, uno de los "amigos" bíblicos de Job. En el Aravá también hay localidades cercanas con los nombres de los otros dos "amigos": Elifaz y Zofar.
La primera fase de construcción de Tsukim comenzó en 2003, con cincuenta familias. Los primeros residentes eran personas de unos 40 años oriundos del centro de Israel.

## Economía
La economía de Tsukim se basa principalmente en el turismo, la educación y el arte. Aquí se planean 200 casas de huéspedes, así como restaurantes y spas. Para 2008 se habían construido doce estancias y otras 70 están en construcción. Hoy hay 3 jardines de infancia activos y también un movimiento juvenil en el asentamiento.